# Geografia de l'Azerbaidjan
Azerbaidjan (en àzeri: Azərbaycan o Азәрбајҹан), oficialment la República de l'Azerbaidjan (en àzeri: Azərbaycan Respublikası), és un estat caucàsic. Limita a l'est amb el Mar Caspi, al nord amb Geòrgia i Rússia, al sud amb l'Iran i al sud-oest amb Armènia. Una part de la regió de Nakhtxivan limita amb Turquia. Tant el territori principal com l'enclavament de Nakhtxivan no tenen litoral.

## Geografia física
La superfície de l'Azerbaidjan és equivalent a la d'un país com Portugal, d'aproximadament 86.600 km². Pertanyent a l'Azerbaidjan, però separada físicament d'ell per la zona meridional d'Armènia, es troba la república autònoma de Nakhtxivan), que limita a més amb Turquia i l'Iran. Quant a la regió de l'Alt Karabakh, es troba en l'actualitat controlada per milícies armènies, sent un estat independent de facto.
Existeixen també tres petits enclavaments àzeris dins de territori armeni: Karki (enclavament de Nakhtxivan), Barjudarli i Yujari Askipara, controlats per les forces armènies des de la guerra de Nagorno-Karabakh, així mateix, les forces àzeris controlen l'antic enclavament armeni de Artsvashen, situat dins del territori àzeri.

### Relleu

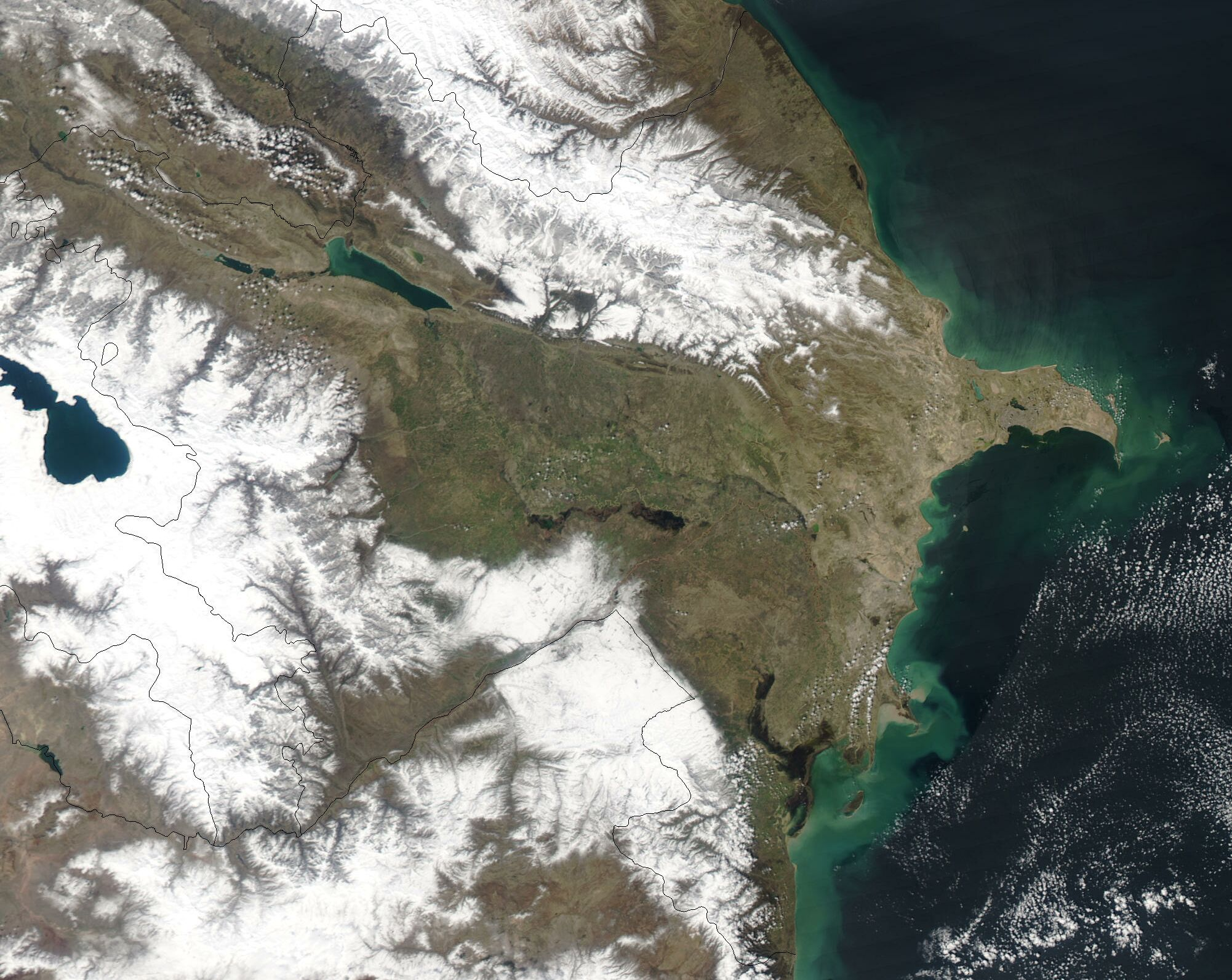
Fotografia satèl·lit de l'Azerbaidjan.

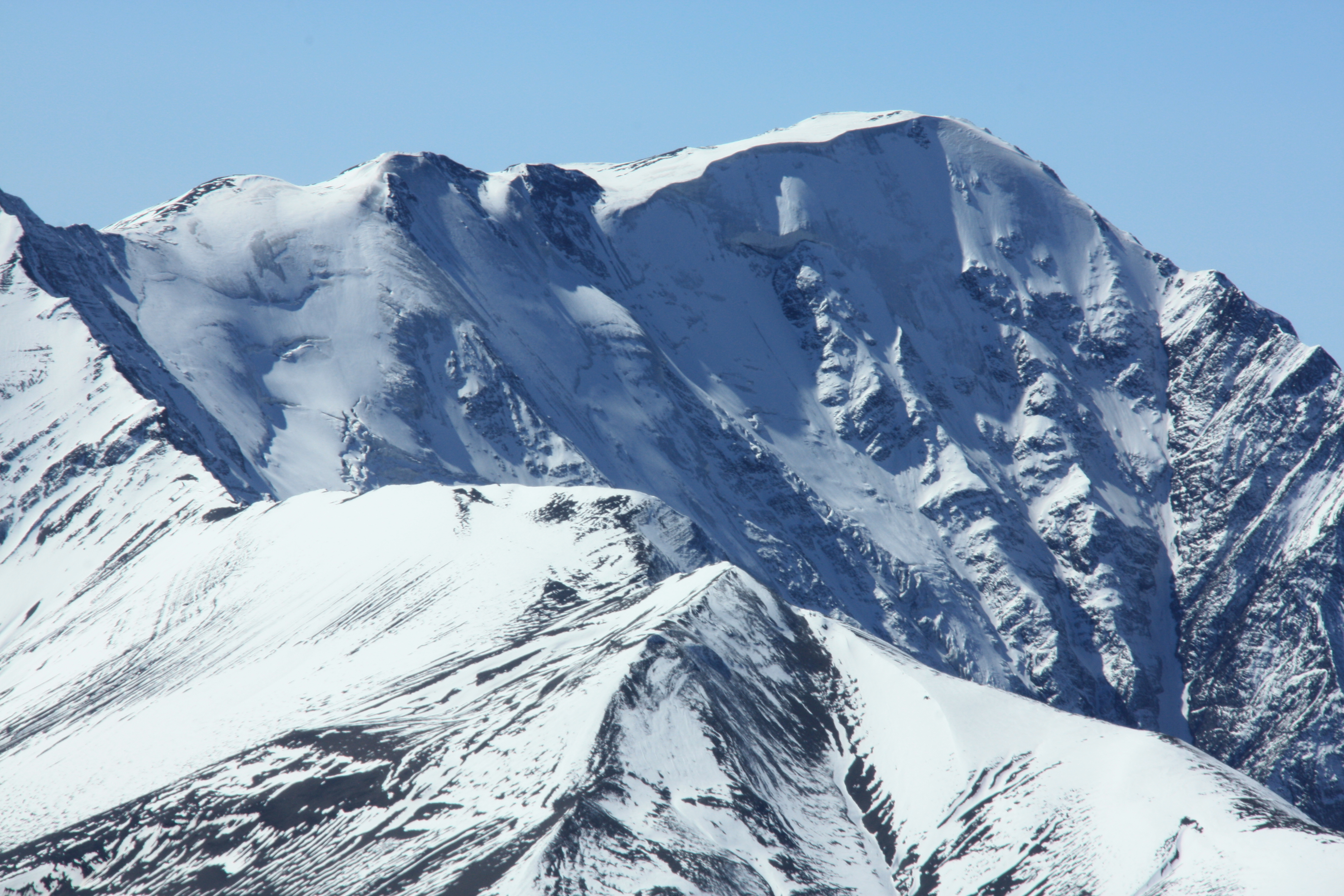
La muntanya Bazardüzü amb 4.485 m d'altitud és el pic més alt de l'Azerbaidjan.

Les tres principals característiques geogràfiques són: les ribes de la mar Càspia, que formen la línia de costa cap a l'est, les muntanyes de la cadena del Caucas al nord, i les planes al centre del país. A l'oest hi ha la terra alta de Karabakh (Qarabağ Yaylası). Bakú queda a la península d'Abşeron (també, "Abseron", "Apsheron"), que es projecta a la mar Càspia. El punt més baix del país es troba en el mar Caspi, 28 metres sota el nivell del bar. Al nord no estan només les muntanyes del Gran Caucas sinó també l'àmplia plana de Kur-Araz, gran part per sota del nivell del mar.
El relleu de l'Azerbaidjan està condicionat per la serralada del Caucas, que aconsegueix una altitud de 4.485 msnm a la muntanya Bazardüzü (Bazardüzü Dağı). El nord i el sud-oest del país són molt muntanyencs. Les muntanyes més altes del Caucas Menor formen la frontera sud-est.
Al sud de la plana central està el Caucas Menor i al nord, el Gran Caucas que segueix fins a la mar Càspia per la península d'Abşeron.

### Rius, llacs i costes
El centre del país està recorregut pel riu Kura. El seu principal afluent és l'Araks, que forma frontera amb l'Iran.
Només la zona meridional és apta per a l'agricultura, ja que la travessa el riu Kura, el més llarg del país.

### Clima
En línies generals, el clima és sec, d'estepa semiàrida. Oscil·la entre el subtropical sec al centre i l'est del país i el subtropical humit del sud-est, temperat al llarg de la costa i fred o continental a les muntanyes. Bakú té un clima temperat amb temperatures entre 4 °C al gener a 25 °C al juliol. La pluviositat és escassa, ja que la mitjana està en 152–254 mm anuals. L'agricultura ha de recórrer a la irrigació. Les precipitacions més importants tenen lloc a les muntanyes del Caucas ia la regió de Lenkoran, a l'extrem sud-est, on passen dels 1.000 mm per any de mitjana.

### Medi ambient

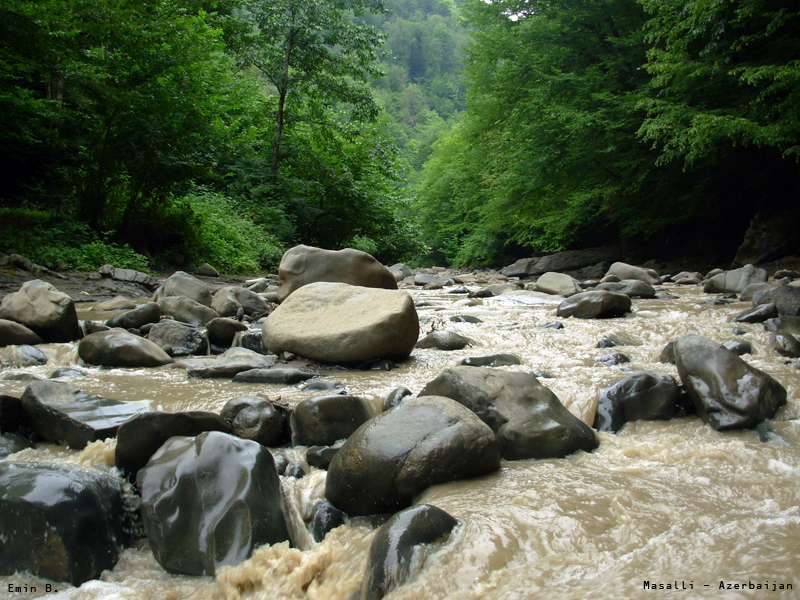
Natura a la regió Masalli, Azerbaidjan.

El territori de l'Azerbaidjan es troba repartit entre els biomes de semidesert, prada i bosc temperat de frondoses. Segons WWF, quatre ecoregions estan presents: la major part del país, la plana situada entre el Gran Caucas i el Caucas Menor, pertany a l'estepa i semidesert arbustiu de l'Azerbaidjan; l'extrem sud forma part del bosc mixt Hircà del Caspi, les zones muntanyoses del Caucas al nord i l'oest corresponen al bosc mixt del Caucas, mentre que l'enclavament de Nakhtxivan està inclòs en l'estepa montana d'Anatolia oriental.
99.560 hectàrees estan protegides com aiguamolls d'importància internacional a l'empara del Conveni de Ramsar, a dos llocs Ramsar: Göy-Göl i Gizil-Agach.
Té més de quaranta àrees protegides, entre els parcs nacionals Absheron, Ağ Göl, Altıağac, Girkan, Göygöl, Shahdag, Shirvan, i Zangezur.
El major risc natural és la sequera. Pel que fa als problemes mediambientals, els científics locals consideren que la península d'Abseron, incloent-hi Bakú i Sumqayit, i la mar Càspia es troba entre les regions més devastades ecològicament del món a causa de la intensa contaminació de l'aire, el sòl i l'aigua. La contaminació del sòl és el resultat d'abocaments de petroli i de l'ús de pesticides com el DDT, i de defoliants tòxics usats en la producció de cotó.